# Universidad Católica de África del Oeste
La Universidad católica de África del Oeste (en francés: Université Catholique de l'Afrique de l'Ouest) es una institución de educación superior católica y privada que fue fundada en 1967 como el Instituto Superior de Cultura Religiosa, para más tarde ser convertida en una universidad en el año 2000. Su sede principal está situada en Abiyán, la capital del país africano de Costa de Marfil, pero tiene subsedes en otras países francofónos de la región como Togo, Benín, Burkina Faso, Senegal o Malí.